# Bundesstrasse 475
Bundesstrasse 475 är en förbundsväg i Tyskland. Vägen går ifrån Rheine till Soest via bland annat Warendorf. Vägen är 123 kilometer lång och går i förbundslandet Nordrhein-Westfalen.